# Centrale du Rocher-de-Grand-Mère
Cet article concerne la centrale mise en service en 2004. Pour la centrale mise en service en 1915, voir centrale de Grand-Mère. Pour les autres significations, voir Grand-Mère.
La centrale du Rocher-de-Grand-Mère est une centrale hydroélectrique et un barrage d'Hydro-Québec érigés sur la rivière Saint-Maurice, à Grand-Mère, dans la région administrative de la Mauricie, au Québec. Cette centrale, d'une puissance installée de 230 MW, a été mise en service en 2004.

## Nom
Le nom de la centrale provient d'un rocher séparé en deux par la chute de Grand-Mère. Le rocher était historiquement désigné en langue algonquine par le mot «kokomis», qui signifie Grand-Mère. Il a donné son nom à la gare et au bureau de poste qui ont été établis dans ce secteur dès 1888. Le rocher a été retiré de la rivière pendant la construction de la première centrale de Grand-Mère et a été reconstitué pierre par pierre dans le parc municipal. Au fil des ans, ce rocher a acquis une grande importance dans la symbolique grand-méroise. La Commission de toponymie du Québec note «que le surnom la Ville du rocher est couramment usité pour identifier Grand-Mère et que le logo municipal est constitué d'une forme rocheuse».
Le nom « Centrale du Rocher-de-Grand-Mère » a été suggéré par un écolier de Grand-Mère, Samuel Boissonneault, dans le cadre d'un concours organisé par Hydro-Québec et la ville de Shawinigan, en 2003. Le nom a été retenu parmi 168 suggestions. L'organisation du concours, qui survenait pendant la construction de l'ouvrage et un an après la fusion de la municipalité de Grand-Mère avec la ville voisine de Shawinigan, avait semé la controverse dans les médias locaux, certains résidents considérant que la nouvelle ville fusionnée voulait éliminer l'identité grand-méroise dans la toponymie locale.

## Première centrale

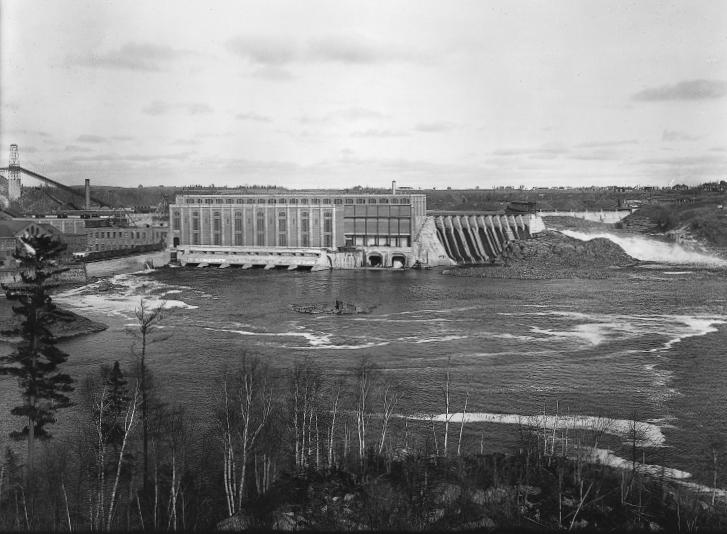
La centrale de Grand-Mère en 1917.

En 1899, la Laurentide Pulp and Paper obtient la concession hydraulique des chutes de Grand-Mère. Elle installe une papetière sur la rive droite du Saint-Maurice. Jusqu'en 1913, la Laurentide n'exploite qu'une faible partie du potentiel hydraulique, dont 10% seulement sous forme d'électricité. En 1912, la compagnie papetière acquiert les chutes des Grandes Piles de la Canadian Iron Corporation et commence, dès 1913, la construction d'une centrale hydroélectrique sur la rive droite de la rivière Saint-Maurice, à quelques kilomètres en amont du complexe Shawinigan. 
Cependant, le développement de l'aménagement est ralenti par des difficultés de financement liées au déclenchement de la Première Guerre mondiale. La Laurentide s'associe à la Shawinigan Water and Power Company et le projet est complété en 1916 par la société Laurentide Power, une coentreprise détenue à parts égales par les deux partenaires. 
La Shawinigan a contribué au financement en achetant 10 000 actions et s'engageait à acheter toute la production de la centrale, à l'exception d'un bloc de 37 500 HP, réservé à l'usage de la papetière. 
À sa mise en service en 1916, la première centrale était dotée de 6 groupes Francis. Trois autres groupes ont été ajoutés entre 1921 et 1930. La puissance installée de la centrale de Grand-Mère avoisinait les 150 MW. Son débit d'équipement et de 776 m3/s et elle exploite une chute nominale de 24,4 m. La capacité maximale d'évacuation originale de l'aménagement était de 5 925 m3/s.
Avec l'expansion des ventes d'énergie dans les années 1920, l'entreprise électrique fondée par J.E. Aldred se fixe l'objectif d'unifier la gestion des ressources hydrauliques du bassin versant et rachète successivement les participations de ses partenaires dans les centrales de Grand-Mère et de la Gabelle, tout en obtenant de l'État québécois qu'elle lui concède le droit d'aménager les sites au nord de La Tuque. 
Comme toutes les autres installations hydroélectriques de la Shawinigan, La centrale de Grand-Mère est passée dans le parc de production d'Hydro-Québec lors de la deuxième phase de la nationalisation de l'électricité, en 1963. 
Au début des années 1990, Hydro-Québec a fait le constat que la centrale était désuète. Différentes études ont été menées pour départager trois scénarios pour le site : la désaffectation de la centrale, la rénovation en profondeur des ouvrages ou la construction d'un nouvel aménagement.
Hydro-Québec a présenté différentes versions du projet en février 1992, en août 1995 et en septembre 1998 et mené des activités de consultation publique. En Mauricie,

## Nouvelle centrale

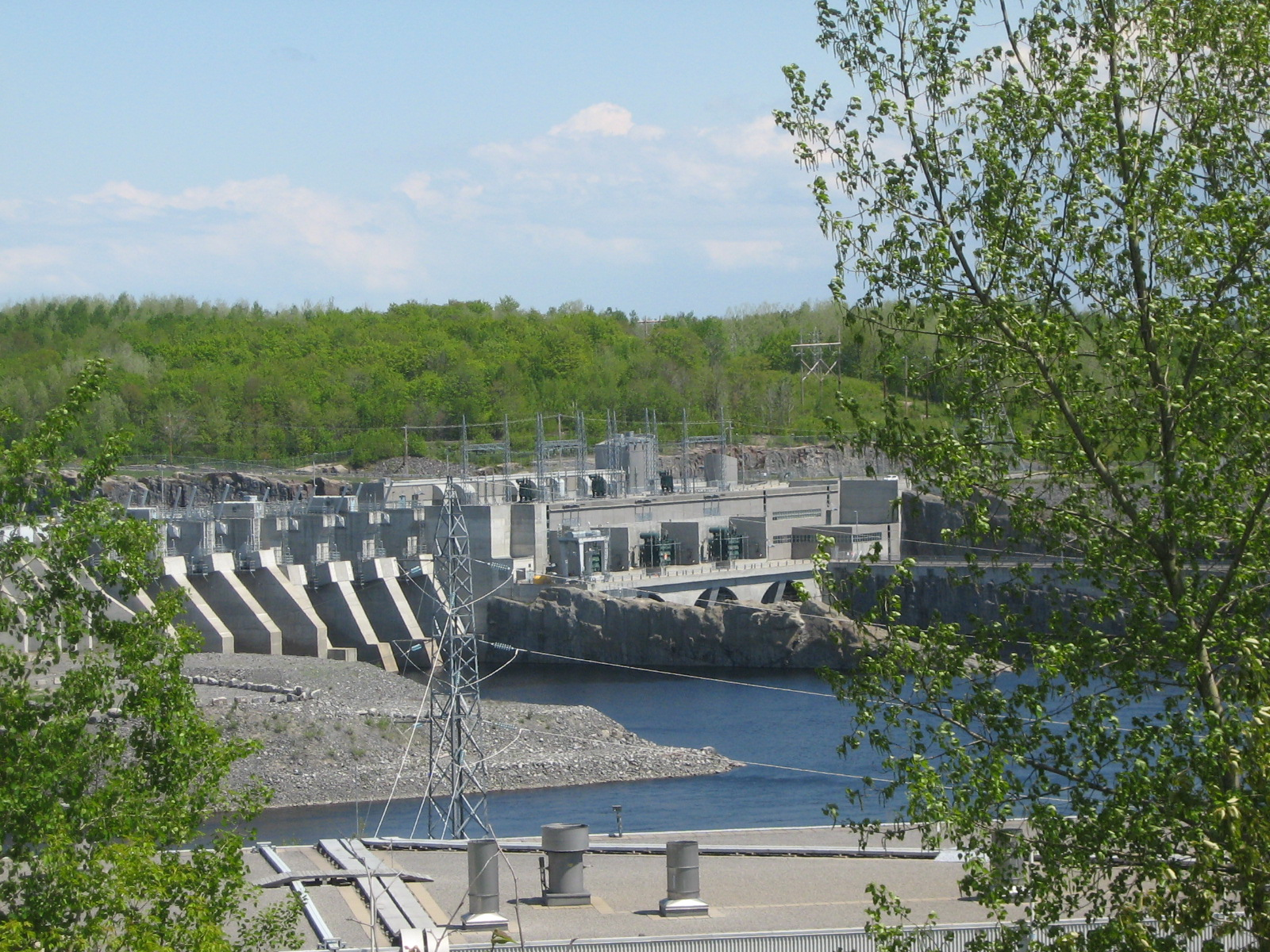
Centrale du Rocher-de-Grand-Mère

En 1998, Hydro-Québec dépose un avant-projet visant la construction d'une nouvelle centrale au fil de l'eau de 220 MW, de trois ouvrages d'évacuation d'une capacité combinée de 8 225 m3/s, l'arasement de certains ouvrages existants et la désaffectation de la centrale et sa transformation en ouvrage de retenue. Les capacités accrues de la nouvelle centrale permettent à la fois d'augmenter la production d'énergie, mais aussi d'exploiter en mode de pointe toutes les centrales du bassin inférieur de la rivière Saint-Maurice – Grand-Mère, Shawinigan-2, Shawinigan-3 et La Gabelle – pour produire durant les heures de plus grande consommation en hiver.

### Goulot d'étranglement
Le développement de la force hydraulique de la rivière Saint-Maurice au début du XXe siècle n'a pas fait l'objet d'une planification intégrée, comme les rivières Betsiamites, Manicouagan, aux Outardes, La Grande ou Romaine, qui ont été aménagées ultérieurement.
Comme le montre le tableau suivant, le débit d'équipement de la centrale de Grand-Mère est nettement inférieur à ceux des autres centrales, ce qui impose une restriction à la puissance des centrales en aval et qui limite la production énergétique de cette rivière.
| Aménagement          | Débit d'équipement (m'/s) | Débit module (m'/s) |
| -------------------- | ------------------------- | ------------------- |
| Rapide-Blanc         | 723                       | 400                 |
| Trenche              | 779                       | 452                 |
| Beaumont             | 840                       | 495                 |
| La Tuque             | 805                       | 550                 |
| Apport de la Matawin | —                         | 164                 |
| Grand-Mère           | 776                       | 723                 |
| Complexe Shawinigan  | 1 040                     | 729                 |
| La Gabelle           | 944                       | 738                 |

Comme Hydro-Québec exploite tout le potentiel hydraulique de la rivière, du réservoir Gouin au Saint-Laurent, elle a donc intérêt à investir dans l'augmentation du débit d'équipement de la centrale de Grand-Mère, qui constitue le principal goulot d'étranglement de la Saint-Maurice. Le débit optimal de conception a donc été établi à 1 040 m3/s, qui est identique à celui des deux centrales de Shawinigan. Les gains de puissance du nouvel aménagement se chiffrent à 81 MW et à une production additionnelle de 234 GWh/an.

### Équipement
La centrale est équipée de trois groupes Kaplan exploitant une chute légèrement inférieure 24,3 m et un débit d'équipement de 1 040 m3/s, de trois évacuateurs de crue, un évacuateur principal, un ouvrage régulateur et un évacuateur secondaire, qui s'insèrent entre la nouvelle centrale et le barrage-poids gauche existant. La capacité d'évacuation du nouvel aménagement est augmenté à 8 225 m3/s, soit 2 300 m3/s de plus au niveau maximal d'exploitation.

### Mode d'exploitation
Le mode d'exploitation de pointe est susceptible de provoquer des variations importantes du débit et des niveaux d'eau en amont et en aval, ce qui survient lorsque la rivière est gelée en hiver. Cette nouvelle gestion de pointe sollicite davantage les couverts de glace.